# Općinska A nogometna liga Labin 1983./84.
Općinska A nogometna liga Labin, također i kao Općinsko nogometno prvenstvo Labin – "A" liga; Općinska nogometna A liga Labin, Prvenstvo NSO Labin – A liga, i sl. je bila liga petog stupnja nogometnog prvenstva Jugoslavije u sezoni 1983./84. 
 
Sudjelovalo je 8 klubova, a prvak je bio klub "Radnik" iz Labina. 

## Ljestvica
| mj. | klub                | ut. | pob | ner | por | gol+ | gol- | bod |
| --- | ------------------- | --- | --- | --- | --- | ---- | ---- | --- |
| 1.  | Radnik Labin        | 14  | 10  | 3   | 1   | 36   | 9    | 23  |
| 2.  | Proleter Podpićan   | 14  | 8   | 5   | 1   | 31   | 14   | 21  |
| 3.  | Jedinstvo Nedešćina | 14  | 6   | 4   | 4   | 26   | 27   | 16  |
| 4.  | Cement Koromačno    | 14  | 6   | 3   | 5   | 34   | 25   | 15  |
| 5.  | Rabac               | 14  | 6   | 1   | 7   | 37   | 28   | 13  |
| 6.  | Učka Čepić          | 14  | 4   | 4   | 6   | 18   | 26   | 12  |
| 7.  | Omladinac Martinski | 14  | 2   | 5   | 7   | 15   | 24   | 7   |
| 8.  | Plomin              | 14  | 1   | 1   | 12  | 10   | 54   | 3   |

- Podpićan – tadašnji naziv za naselje Potpićan
- Martinski – tadašnji naziv za naselje Sveti Martin

## Rezultatska križaljka
| kratica | klub                | CEM | JED | OML | PLO | PRO | RAB | RAD | UČKA |
| --- | ------------------- | --- | --- | --- | --- | --- | --- | --- | ---- |
| CEM | Cement Koromačno    |     |     |     |     |     |     |     |      |
| JED | Jedinstvo Nedešćina |     |     |     |     |     |     |     |      |
| OML | Omladinac Martinski |     |     |     |     |     |     |     |      |
| PLO | Plomin              |     |     |     |     |     |     |     |      |
| PRO | Proleter Podpićan   |     |     |     |     |     |     |     |      |
| RAB | Rabac               |     |     |     |     |     |     |     |      |
| RAD | Radnik Labin        |     |     |     |     |     |     |     |      |
| UČKA | Učka Čepić          |     |     |     |     |     |     |     |      |
| |                     |     |     |     |     |     |     |     |      |
| podebljan rezultat - utakmice od 1. do 7. kola (1. utakmica između klubova) rezultat normalne debljine - utakmice od 8. do 14. kola (2. utakmica između klubova) rezultat nakošen - nije vidljiv redoslijed odigravanja međusobnih utakmica iz dostupnih izvora rezultat smanjen * - iz dostupnih izvora nije uočljiv domaćin susreta prekrižen rezultat - poništena ili brisana utakmica p - utakmica prekinuta 3:0 p.f. / 0:3 p.f. - rezultat 3:0 bez borbe |                     |     |     |     |     |     |     |     |      |